# Pyxisのキラキラ大作戦!
『Pyxisのキラキラ大作戦！』（ピクシスのキラキラだいさくせん）は、2016年4月6日からニコニコチャンネルと連携した形で、ニコニコ生放送にて配信されているインターネットラジオ番組。パーソナリティーは、声優ユニット「Pyxis」の豊田萌絵と伊藤美来。

## 概要
2016年4月6日より、ニコニコチャンネル「セカンドショットちゃんねる」で配信開始された豊田萌絵と伊藤美来がパーソナリティを務める映像付きのラジオ番組。番組は収録されたものを編集し生配信形式で配信されている。
本配信の他、ニコニコチャンネル「セカンドショットちゃんねる」において本配信終了後の24時よりアフタートークと前回配信分のアーカイブが公開されている。どちらも有料会員限定で配信。
番組のコンセプトは「パーソナリティーの好きなこと、興味のある事をなんでもやっていく」「おもちゃ箱をひっくり返したような番組にしていく」の2つ。また、番組内でパーソナリティーの来ている衣装はつなぎで、これは伊藤がジャージやかわいい衣装といった案があった中、「かわいさより動きやすさを重視してつなぎにしよう。」と提案し、伊藤が青のつなぎを、豊田がピンクのつなぎを番組の衣装として身に着けている。
番組ではラジオネームの事を「キラキラネーム」と呼んでいる。しかし、本来のキラキラネームの様に特別な読みの名前を新たに考える必要はない。
番組の開始は2016年2月14日にYOKOHAMA BAY HALLで開催されたPyxisの1stライブ『Pyxis 1st Live Pyxis Party 2016 〜 Happy Valentine's Day 〜』で発表された。
2021年3月31日より、YouTube「セカンドショットちゃんねる」でも本編のみ同時配信されており、隔週木曜日14:00（2024年6月27日までは毎週）に前日に配信した「本放送」のアーカイブが公開されている。
2024年6月8日から受けたニコニコサービスへのサイバー攻撃の影響により、ニコニコサービス全体が利用できなくなったため、本配信は第415回（2024年6月12日配信）はYouTubeのみとなり、第416回（2024年6月19日配信）よりニコニコ生放送の代替配信はOPENREC.tvとなった。また、ニコニコチャンネル会員向けの完全版アーカイブおよびアフタートークはニコニコサービス復旧後に公開される予定だったが、ニコニコの大規模メンテナンスが長期となったため、期間中の完全版アーカイブとアフタートークはOPENREC.tvに一時的に移行し、OPENRECサブスク限定で公開されていた。第421回（2024年8月21日配信）をもってOPENREC.tvでの代替配信を終え、ニコニコチャンネルサービス再開後の第422回（2024年9月4日配信）よりニコニコ生放送での配信に戻った。
番組開始から毎週水曜日に配信してきたが、2024年7月10日から隔週水曜日の配信となった。なお、前述した通りニコニコサービス復旧まではOPENREC.tvでの代替配信を継続。

### 配信時間
配信開始から2024年6月26日まで
毎週水曜日 22:30 - 23:00
2024年7月10日から
隔週水曜日 22:30 - 23:00

### パーソナリティー
- Pyxis
  - 豊田萌絵
  - 伊藤美来

### ゲスト
- 第181回・第182回：山崎はるか ※豊田の代役
- 第237回・第238回：Machico ※豊田の代役
- 第372回・第407回・第441回：大橋彩香
- 第380回・第381回・第426回・第427回：花谷麻妃 ※豊田の代役（第380回・第381回・第426回）、伊藤の代役（第427回）
- 第448回：田中有紀

## コーナー
ふつおた

あれこれ作戦会議
第1回より実施。パーソナリティーの2人が、様々な議題に対し議論し、作戦を立てるコーナー。議題は2次元3次元問わず、リスナーから送られる。

皆さんの「宝物」
第1回で伊藤が「みんなの宝物について教えてほしい」と募集を開始。コーナーとして独立はしていないが、ここ宛に送られたものはふつおたの中で読まれる。

Pyxisの○○大作戦！
毎回1つのテーマに対し2人が挑戦するコーナー。○○の部分は毎回変化する。以下に一部の作戦について解説する。
先生大作戦！
○○大作戦！の中で、唯一お便りを募集している恒常作戦。伊藤が先生となり、豊田がリスナーから寄せられた素朴な疑問を伊藤に質問していくコーナー。

ゲーム大作戦！
豊田が毎回あるゲームをプレイ。その模様を伊藤が実況し、リスナーは伊藤の実況だけを頼りに豊田がなんのゲームをプレイしているのか予想し、ゲームタイトルを当てる。実況中にゲームタイトルが容易に想像できる固有名詞や、ゲーム内の台詞を読んだりするとピー音がかぶせられる。次回収録時の○○大作戦冒頭でリスナーの予想回答を紹介し、答え合わせをする。

特撮大作戦！
セカンドショットに揃っていた、「平成仮面ライダー」の変身シーンを豊田が見て、その動きを真似する。豊田の変身の真似を見て伊藤がどの仮面ライダーのなのか当てるゲーム。
第27回からは「〜平成ライダー暗記編〜」となり、豊田が別室で平成仮面ライダーの写真を20秒間見て、豊田が覚えた写真をホワイトボードにイラストで描く。それを伊藤があてられるかどうかのゲームとなった。
問題は3題出題され、全問正解するとご褒美がもらえる。

ヤンクミ大作戦！
2016年5月28日に行われた、「Pyxis 1st Anniversary Party 〜Pyxis１歳のお誕生日大作戦〜」限定の特別作戦。ヤンクミが言いそうなセリフを設定されたシチュエーションに合うように自分で考えて発表し、豊田と伊藤のどちらがよりヤンクミらしいセリフを言えるかという作戦。

カジノ大作戦！
毎回ミニゲームに挑戦、ただし、挑戦する前にジュエルと呼ばれる通貨を賭ける。ゲームに成功すると、賭けたジュエルが倍になり、失敗すると没収。ジュエルが一定数に達するとご褒美が贈呈される。

ナゾナゾ大作戦！
第38回に実施。出題されるなぞなぞに正解するとご褒美がもらえ、不正解だとスタッフに持っていかれてしまう。第38回ではチーズフォンデュの具材がご褒美となった。

新春！カルタ大作戦！
第40回で実施。新年最初の配信ということでかるたを行った。2人で遊ぶため、絵札を見て読み札を当てる変則的なルールで実施（読み手もパーソナリティが行うとすると不公平となってしまうため）。かるたにはいろはかるたを使用した。勝者の豊田は本番組のリーダーとなった。

アイドル振り付け大作戦！
第49回の豊田のお誕生日回特別作戦。普段の特撮大作戦とは逆に、伊藤がとあるアイドルの踊りを見て覚え、伊藤が再現したものが誰のどの曲なのかを豊田があてる作戦。いつの時代のアイドルについてかのヒントのみ出る。

各配信回の作戦は次の通り。

## イベント
2021年から2023年まではニコニコ生放送でもチケット制有料生配信を実施。2024年はZAIKOでもチケット制有料生配信を実施。
| 公演年 | タイトル                                                                    | 公演日・会場                                        | ゲスト                                | 公開録音回（本配信日）    | 備考                      |
| ------ | --------------------------------------------------------------------------- | --------------------------------------------------- | ------------------------------------- | ------------------------- | ------------------------- |
| 2016年 | Pyxis 1st Anniversary Party 〜Pyxis１歳のお誕生日大作戦〜                   | 5月28日：新宿ReNY（東京都）                         | （なし）                              | 第10回（2016年6月8日）    | メジャーデビュー発表。    |
| 2017年 | Pyxisのイベント大作戦！～酉年だよ！はばたけPyxis 2017～ in サイエンスホール | 1月29日：科学技術館サイエンスホール（東京都）       | （なし）                              | （なし）                  | 全2公演（昼の部、夜の部） |
| 2019年 | Pyxisのキラキラ大作戦！番組イベント2019                                     | 12月21日：科学技術館サイエンスホール（東京都）      | （なし）                              | （なし）                  | 全2公演（昼の部、夜の部） |
| 2021年 | Pyxisのキラキラ大作戦！番組イベント2021                                     | 7月10日：科学技術館 サイエンスホール                | （なし）                              | （なし）                  | 全2公演（昼の部、夜の部） |
| 2021年 | Pyxisのキラキラ大作戦！番組イベント2021-Winter-番組イベント                 | 11月27日：渋谷区文化総合センター大和田 さくらホール | 山崎はるか 髙橋ミナミ                 | （なし）                  | 全2公演（昼の部、夜の部） |
| 2022年 | Pyxisのキラキラ大作戦！番組イベント2022                                     | 9月18日：よみうりランド 日テレらんらんホール        | 渡部優衣 石飛恵里花                   | 第330回（2022年10月21日） | 全2公演（昼の部、夜の部） |
| 2023年 | Pyxisのキラキラ大作戦！番組イベント2023                                     | 7月1日：科学技術館 サイエンスホール                 | （なし）                              | （なし）                  | 全2公演（昼の部、夜の部） |
| 2024年 | Pyxisのキラキラ大作戦！番組イベント2024                                     | 8月10日：ニッショーホール                           | 大橋彩香（昼の部） 日笠陽子（夜の部） | （なし）                  | 全2公演（昼の部、夜の部） |
| 2025年 | Pyxisのキラキラ大作戦！番組イベント2025                                     | 7月13日：全電通ホール                               | 田所あずさ 大橋彩香                   | （なし）                  | 全2公演（昼の部、夜の部） |